# Heinz Bentzien
Heinz Bentzien (28 de Janeiro de 1917 - † 17 de Fevereiro de 1945) foi um comandante de U-Boot que serviu na Kriegsmarine durante a Segunda Guerra Mundial.